# Carterodon sulcidens
Carterodon sulcidens là một loài động vật có vú trong họ Echimyidae, bộ Gặm nhấm. Loài này được Lund mô tả năm 1841.